# Canal Grand Junction
El canal Grand Junction (nombre original en inglés: Grand Junction Canal), se localiza en Inglaterra, y discurre a lo largo de unas 93 millas (150 km) entre Braunston, en Northamptonshire, y el río Támesis en Brentford. La línea principal, que cuenta con varios ramales, se construyó entre 1793 y 1805 para mejorar la navegación desde las Midlands hasta Londres, evitando los tramos superiores de río Támesis al pasar cerca de Oxford, acortando así el viaje.
En 1927, el canal fue comprado por la Compañía Regent's Canal y, desde el 1 de enero de 1929, forma la mitad sur de la línea principal del Grand Union Canal, que enlaza Londres con Birmingham. En la actualidad, el canal es muy utilizado por embarcaciones de recreo.
La última obra singular de Isambard Kingdom Brunel fue la construcción cerca de Londres del puente Three Bridges, que consiste en el cruce de una línea ferroviaria bajo el canal. Los trabajos comenzaron en 1856 y se completaron en 1859. Esta estructura es una superposición de dos puentes, que permiten el cruce en el mismo punto de las rutas de la carretera de Windmill Lane, del Canal Grand Junction, y del Ferrocarril Great Western y Brentford.

## Historia

### Necesidad
En 1790, ya se había construido y seguía en expansión una extensa red de canales en las Midlands. Sin embargo, la única ruta a Londres era a través del Canal de Oxford hasta el río Támesis en Oxford, y luego río abajo hasta la capital. El río, especialmente en su tramo superior, estaba en malas condiciones para la navegación en comparación con los canales por entonces más recientes. El tránsito por el río presentaba serias dificultades por la presencia de tramos poco profundos y la escasez de agua, lo que provocaba retrasos en las esclusas, y había frecuentes conflictos con los propietarios de los molinos por el suministro de agua.
En 1791-1792, se llevaron a cabo dos estudios de una ruta desde Brentford en el Támesis hasta Braunston en el Canal de Oxford, el primero realizado por James Barnes y el segundo por William Jessop. Hubo otras propuestas para una ruta directa alternativa a Londres, y se presentaron dos proyectos de ley al Parlamento, pero fue el proyecto de ley para el Canal Grand Junction el que se aprobó el 30 de abril de 1793.

### Construcción

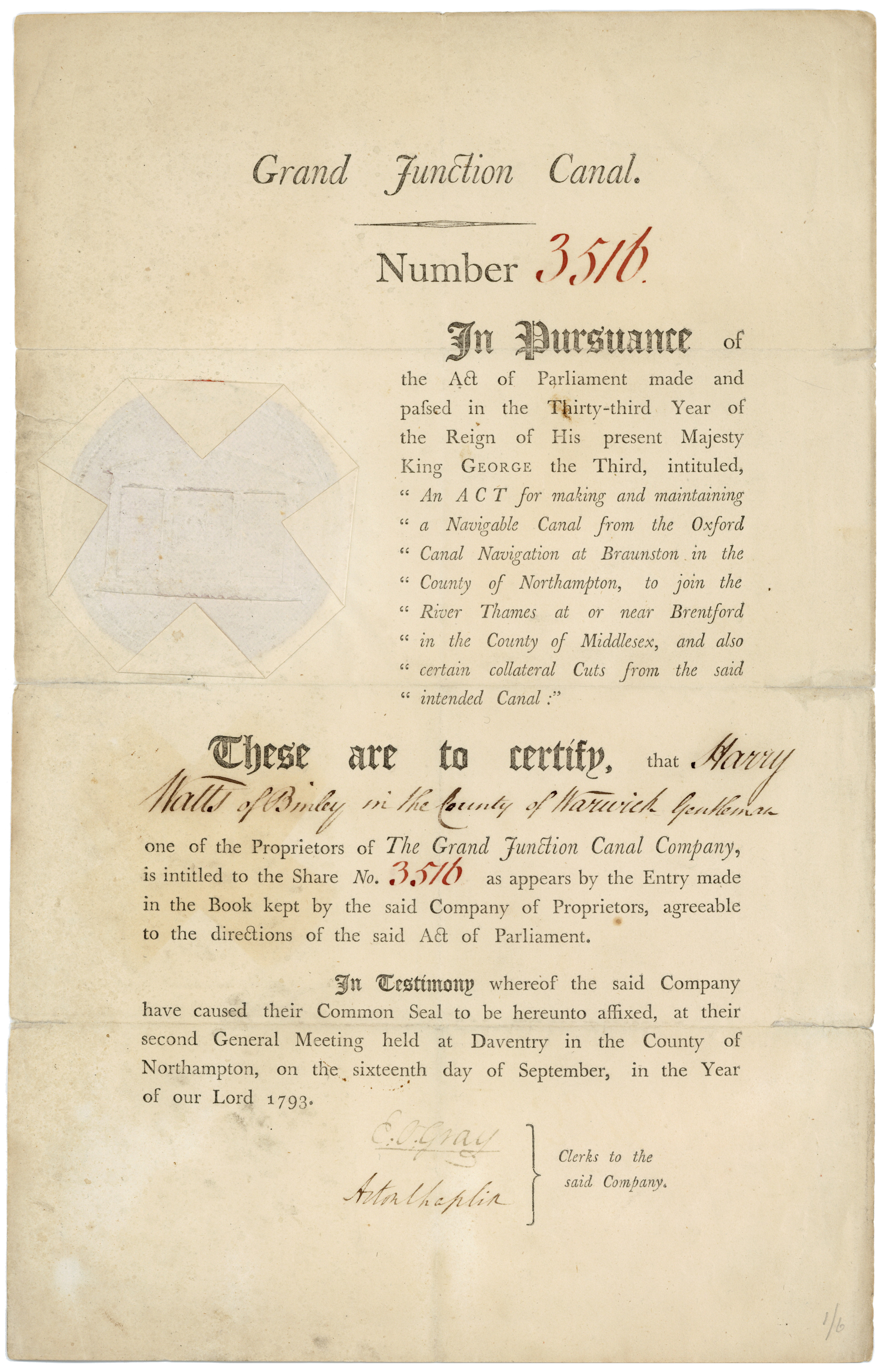
Certificado de acciones del fundador de la Compañía de Proprietarios del Canal Grand Junction por una acción, emitido en Daventry el 16 de septiembre de 1793.
William Praed se convirtió en el primer presidente de la empresa del canal.

La Ley del Parlamento autorizó a la empresa a recaudar hasta 600.000 libras para financiar la construcción de la línea principal desde donde el ramal oriental del río Brent desemboca en el Támesis, en un lugar contiguo a Syon Park en la parroquia de Brentford, hasta el Canal de Oxford en Braunston. También autorizó ramales a Daventry, al río Nene en Northampton, a la carretera de peaje (actualmente, A5) hacia Old Stratford, y hasta Watford. Los ramales de Daventry y de Watford no se construyeron.
William Jessop fue designado para hacerse cargo de la construcción, que comenzó casi inmediatamente desde ambos extremos. El 3 de junio de 1793 se contrató a otro ingeniero más, James Barnes, a razón de dos guineas (dos libras y dos chelines) por día, más media guinea (10 chelines y 6 peniques) para gastos.

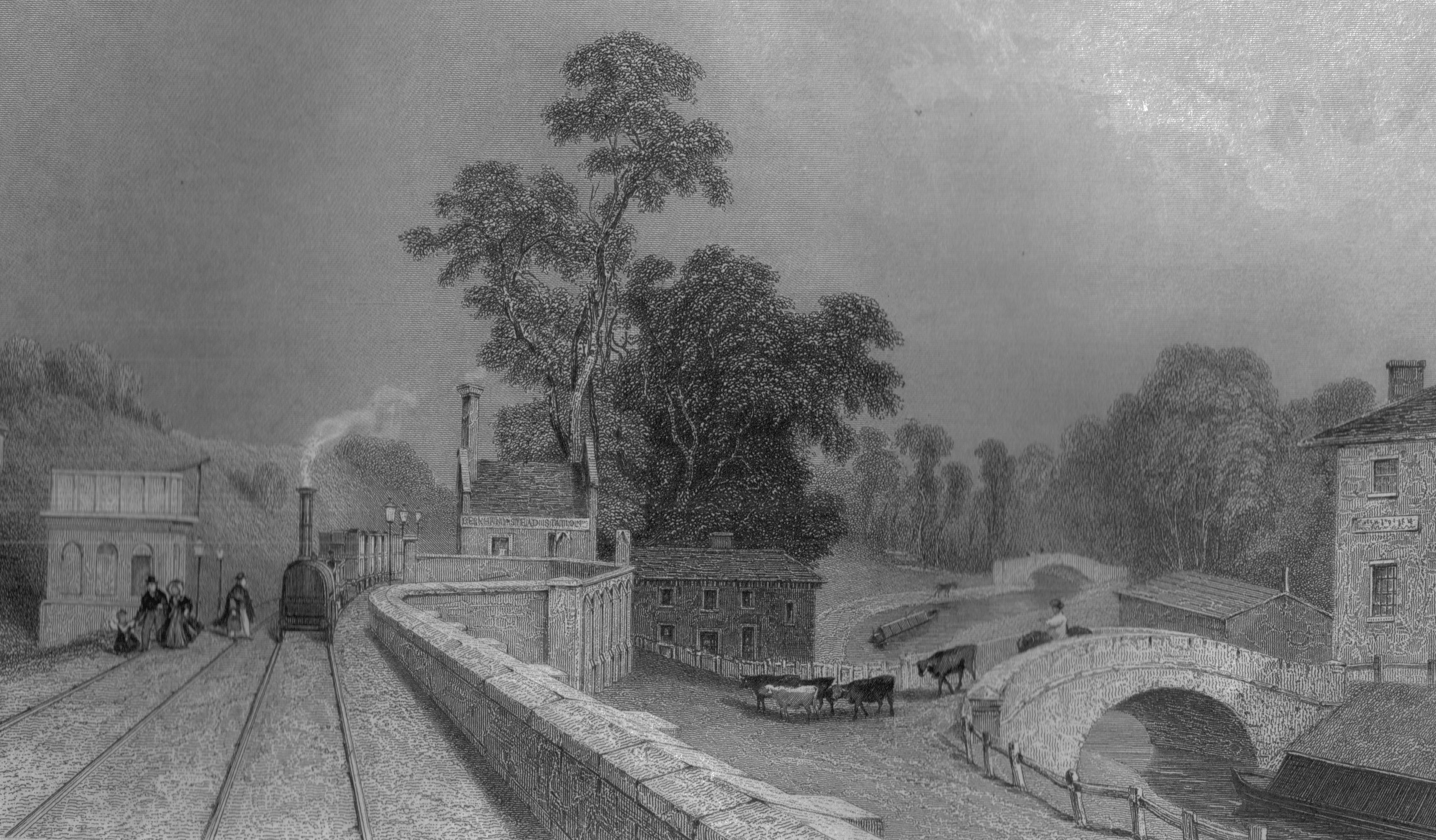
Estación de Berkhamsted en el Ferrocarril de Londres y Birmingham, con el Canal Grand Junction a mano derecha.

En el extremo norte hubo problemas con la construcción del túnel de Blisworth, debido a la aparición de materiales sueltos. Además, se cometieron errores de alineación, lo que provocó que el túnel tuviera un pronunciado desajuste. Con la apertura del túnel de Braunston, la línea se abrió desde el Canal de Oxford hasta Weedon Bec en junio de 1796. Sin embargo, el túnel de Blisworth continuó causando problemas y colapsó en enero de 1796. El canal se abrió desde Braunston a Blisworth en 1797. La obra del canal iniciada desde el Támesis alcanzó Two Waters, cerca de Hemel Hempstead, en 1798; Bulbourne en el extremo norte de la cumbre de Tring, en 1799; y Stoke Bruerne en el extremo sur del túnel de Blisworth, al año siguiente.
Así, con la excepción del túnel de Blisworth, la línea principal estaba completamente abierta en 1800. Para permitir que las mercancías cruzaran la brecha, se construyó una carretera en 1800 sobre la cima de la colina de Blisworth y, más adelante, por recomendación del miembro del comité Joseph Wilkes, se contrató a Benjamin Outram para construir un tranvía sobre la colina.
James Barnes propuso que se reiniciaran las obras del túnel con una nueva alineación. Se pidió asesoramiento a Robert Whitworth y a John Rennie, que apoyaron esta propuesta. Sin embargo, la construcción del nuevo trazado del túnel no comenzó hasta junio de 1802, y no se completó hasta marzo de 1805.
Inicialmente, se utilizaron nueve esclusas como una disposición temporal para elevar el nivel del canal, de forma que se pudiera cruzar el río Gran Ouse en Wolverton. En 1799, William Jessop diseñó un acueducto de mampostería de tres arcos y un terraplén para cruzar el río y reemplazar las esclusas. Pero el puente se derrumbó en 1808 y se utilizó una estructura de madera como reemplazo temporal. Se decidió construir un acueducto de hierro, que se encargó al ingeniero Benjamin Bevan. La primera piedra del acueducto de sustitución se colocó el 9 de septiembre de 1809 y se inauguró el 22 de enero de 1811.
El Canal Grand Junction había supuesto acortar 60 millas (100 km) la distancia entre Londres y las Midlands (a través de Oxford y del río Támesis), haciendo que el nuevo itinerario fuese mucho más fiable. Esto se tradujo en una gran actividad, y ya en 1810 se transportaron 343.560 toneladas de mercancías hacia Londres, con cantidades aproximadamente iguales desde la capital.

### Ramales
La ley original del Grand Junction de 1793, autorizaba ramales a Daventry, el río Nene en Northampton, a la carretera de peaje en Old Stratford (noroeste del moderno Milton Keynes), y a Watford en Hertfordshire (aunque los ramales de Daventry y Watford no se construyeron). El ramal a Old Stratford fue modificado antes de su construcción (véase más abajo). El ramal a Northampton se retrasó porque los planes del Canal Unión de Leicestershire y Northamptonshire para llegar a Northampton y así unirse con el Grand Junction fracasaron. El enlace con Northampton se realizó mediante un tranvía que transfirió desde el túnel de Blisworth; y el canal de Gayton, con 5 millas (8 km) de largo, se inauguró en 1815, lográndose finalmente el enlace con Leicester con la apertura del antiguo Canal Grand Union, que tomó una ruta más directa desde Foxton en Leicestershire hasta el canal Grand Junction en Norton Junction.

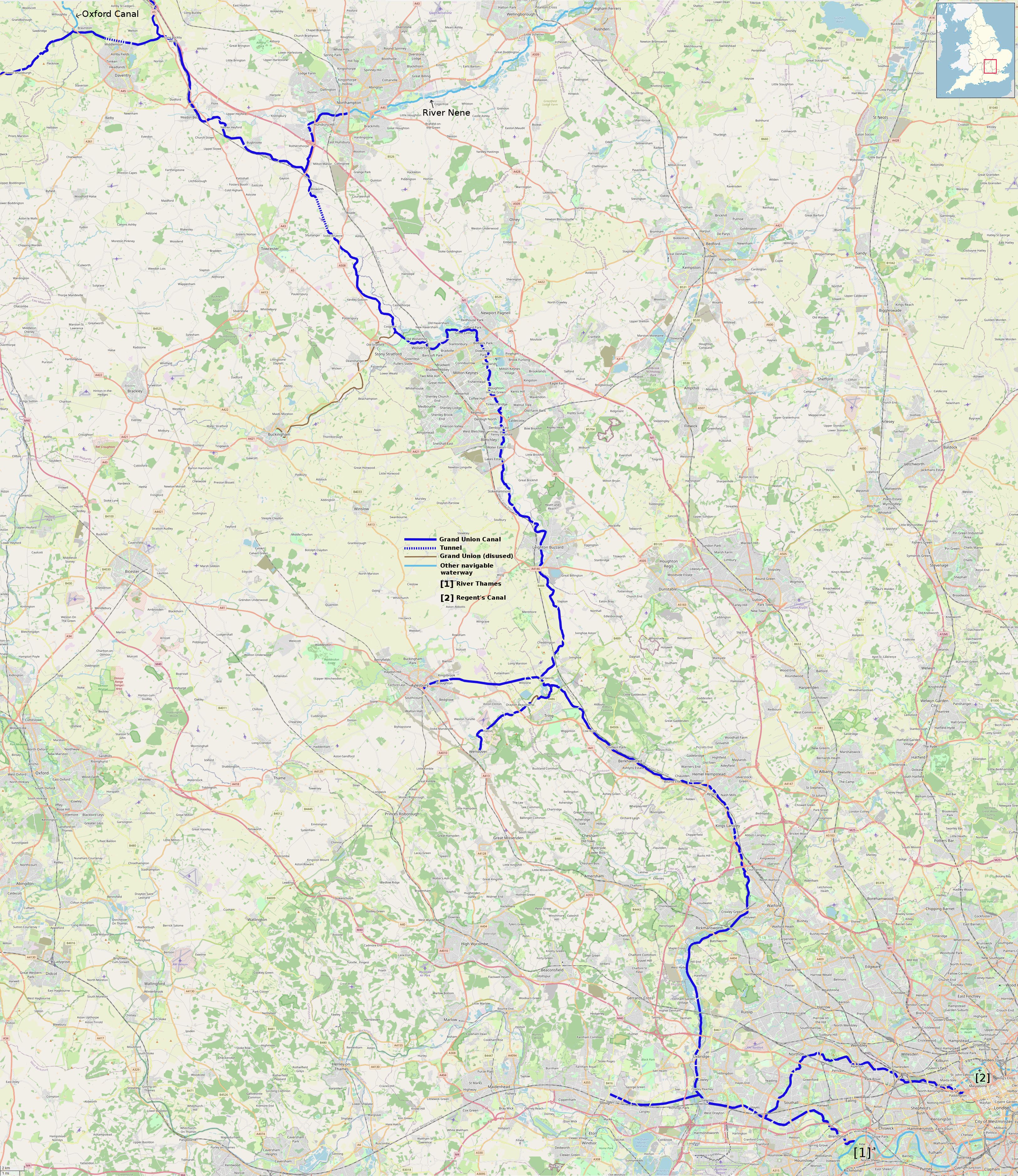
Mapa geográfico del recorrido del canal y sus ramales

La ley de 1794 autorizó tres ramales más: uno a Aylesbury, otro a Buckingham y el tercero a Wendover. El alimentador navegable de 6+1/2 de milla (10 km) desde Wendover hasta el nivel de la cumbre en Tring se inauguró en 1799, mientras que el ramal de Buckingham (de 10+1/2 de milla (17 km)), una extensión de la propuesta original para un enlace con la carretera principal en Old Stratford, se inauguró en 1801: ambos finalmente cayeron en desuso, aunque el ramal de Wendover está en proceso de restauración activa y parte de él vuelve a ser navegable. Se preveía que el brazo de Aylesbury se convirtiera en una ruta hacia el Támesis y, por lo tanto, hacia el Canal de Wilts y Berks y el Canal del Kennet y del Avon, pero el ramal de 10 kilómetros (6 millas) hacia la ciudad, inaugurado en 1815, nunca se prolongó.
La ley de abril de 1795 autorizó un ramal de 13+1/2 de milla (22 km) a Paddington desde el puente de Bull, cerca de Hayes: se completó en 1801 y, con su gran cuenca en Paddington y muchos muelles en su longitud, se convirtió en una importante ruta comercial, más aún con la posterior apertura del Regent's Canal. Este ramal también actuó como fuente de agua del río Brent.
La ley de junio de 1795 autorizó un ramal en St Albans, que no se construyó.
El último ramal autorizado y construido fue la ruta de 5 millas (8 km) a Slough, inaugurada en 1882.

### Actas del Parlamento
- 33 Geo. 3. C. 80, recibió la aprobación real el 30 de abril de 1793

Ley para crear y mantener un canal navegable desde el canal de Oxford en Braunston, en el condado de Northampton, hasta unirse al río Támesis en o cerca de Brentford, en el condado de Middlesex; y también ciertas excavaciones colaterales del citado canal pretendido.
- 34 Geo. 3. C. 24, recibió la aprobación real el 28 de marzo de 1794

Ley para realizar ciertas excavaciones navegables desde las ciudades de Buckingham, Aylesbury y Wendover, en el condado de Buckingham, para comunicarse con el Grand Junction Navigation autorizado por Ley de la última sesión del Parlamento, y para enmendar la citada Ley.
- 35 Geo. 3. C. 8, recibió la aprobación real el 5 de marzo de 1795

Ley para autorizar a la Compañía del Canal Grand Junction a variar el curso de una determinada parte de dicho Canal, en el condado de Hertford, a fin de hacer que la navegación del mismo sea más segura y conveniente, y para realizar algunas otras enmiendas y alteraciones en Ley hecha en el Trigésimo Tercer Año del Reinado de Su actual Majestad, para la construcción de dicho canal.
- 35 Geo. 3. C. 43, recibió la aprobación real el 28 de abril de 1795

Ley para realizar una excavación navegable desde el canal Grand Junction, en el recinto de Norwood, en el condado de Middlesex, hasta Paddington, en dicho condado.
- 35 Geo. 3. C. 85, recibió la aprobación real el 2 de junio de 1795

Ley para construir y ampliar una excavación navegable desde la ciudad de Watford, en el condado de Hertford, hasta la ciudad de St. Alban, en el mismo condado.
- 36 Geo. 3. C. 25, recibió la aprobación real el 24 de diciembre de 1795

Ley para permitir a la Compañía de Propietarios del Canal Grand Junction terminar y completar el mismo, y los diversas excavaciones y otras obras autorizadas a realizar por ellos, en virtud de varias leyes del Parlamento.
- 38 Geo. 3. C. xxxiii, recibió la aprobación real el 26 de mayo de 1798

Ley para confirmar y ejecutar ciertos artículos de acuerdo celebrados y acordados entre Beilby, Lord Bishop de Londres, Thomas Wood, Esq. Sir John Federico, Bart. y Arthur Stanhope, Esq. Sir John Morshead, Bart. y Dame Elizabeth, su esposa, y Robert Thistlethwaite, Esq. y Selina, su esposa, y la Compañía de Propietarios del Canal Grand Junction; y para otros fines allí mencionados.
- 41 Geo. 3. (U.K.)c. lxxi, recibió la aprobación real el 20 de junio de 1801

Ley para permitir a la Compañía de Propietarios del Canal Grand Junction disponer más eficazmente para la liquidación de sus deudas y completar la totalidad de las obras que ejecutarán, de conformidad con las diversas leyes del Treinta y tercero, Trigésimo cuarto, Trigésimo quinto, Trigésimo sexto y Trigésimo octavo Años del Reinado de Su actual Majestad; y para alterar y ampliar los Poderes y Disposiciones de dichas Leyes.
- 43 Geo. 3. C. viii, recibió la aprobación real el 24 de marzo de 1803

Ley para facultar a la Compañía de Propietarios del Canal Grand Junction a recaudar una suma adicional de dinero para permitirles completar las obras autorizadas para su ejecución, de conformidad con las diversas leyes aprobadas en los años Trigésimo tercero, Trigésimo cuarto, Trigésimo quinto, Trigésimo sexto, Trigésimo octavo y Cuadragésimo primero del Reinado de Su actual Majestad; y para enmendar, alterar y ampliar los Poderes y Disposiciones de dichas Leyes.
- 45 Geo. 3. C. lxviii, recibió la aprobación real el 27 de junio de 1805

Ley para alterar, enmendar y ampliar los poderes de ciertas leyes para construir y mantener el Canal Grand Junction.
- 52 Geo. 3. C. cxl, recibió la aprobación real el 9 de junio de 1812

Ley para explicar, modificar y ampliar los poderes de ciertas leyes aprobadas para la construcción y el mantenimiento del Canal Grand Junction.
- 58 Geo. 3. C. xvi, recibió la aprobación real el 17 de marzo de 1818

Ley para permitir a la Grand Junction Canal Company variar la línea de parte de su canal en el condado de Hertford, y para alterar y ampliar los poderes de varias leyes relacionadas con dicho canal.
- 59 Geo. 3. C. cxi, recibió la aprobación real el 22 de junio de 1819

Ley para variar y alterar ciertas leyes de Su Majestad actual, relacionadas con el Canal Grand Junction, las Obras Hidráulicas de Grand Junction y el Canal Regent, a fin de efectuar un intercambio de agua para un mejor suministro del Canal Regent y alas obras hidráulicas de navegación del Canal Grand Junction.
- 42 & 43 Vict.c. clxxviii, recibió la aprobación real el 21 de julio de 1879

Ley para autorizar a la Compañía de Propietarios del Canal Grand Junction a construir un ramal hasta Slough; y para otros fines.
- 18 & 19 Geo. 5. C. xcviii, recibió la aprobación real el 3 de agosto de 1928.

Ley para disponer la transferencia a la Regent's Canal and Dock Company de la empresa canalera de la Compañía de Propietarios del Grand Junction Canal para conferir diversos poderes a la Regent's Canal and Dock Company y para otros fines.

### Mayor desarrollo

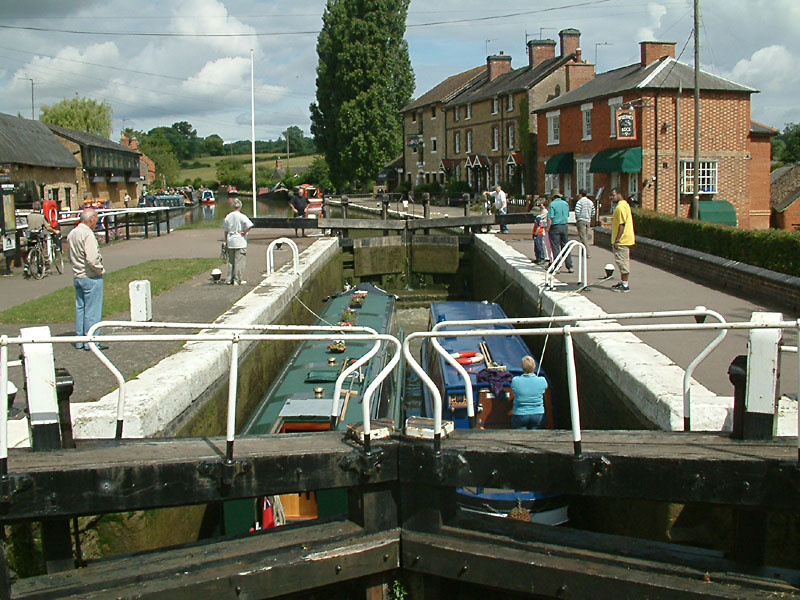
Esclusa alta de Stoke Bruerne

Una cláusula bajo sus leyes permitía al Canal Grand Junction suministrar agua potable. En consecuencia, se estableció la Grand Junction Waterworks Company en 1811, inicialmente tomando agua del río Colne, el río Brent y un embalse en el noroeste de Middlesex, actualmente conocido como Ruislip Lido. Estas aguas resultaron insatisfactorias y la empresa acabó transfirió su caudal al río Támesis.
La importancia del comercio entre Londres y las Midlands significó que la competencia ferroviaria fuera una amenaza temprana para este canal en comparación con otros del país. John Rennie llevó a cabo un estudio en 1824 para un ferrocarril de Londres a Birmingham.
También se realizaron propuestas ambiciosas para nuevos canales. En 1827 se planteó un canal de unión entre Londres y Birmingham desde el Canal de Stratford-upon-Avon hasta Braunston. En 1832, William Cubitt propuso un Canal de Unión Central desde el Canal de Worcester y Birmingham cerca de Worcester Bar vía Solihull hasta Oxford en Ansty, mientras que en 1833 se estudió un canal entre Londres y Birmingham, desde Stratford directamente al Canal Regent, que evitaría el Canal Grand Junction en su totalidad. Esto, junto con la amenaza que suponía el ferrocarril, impulsó al Grand Junction a realizar numerosas mejoras.
El Ferrocarril de Londres y Birmingham se completó en 1838 y, con la excepción del Canal de Oxford, los canales de la ruta de Londres a Birmingham cooperaron para reducir los peajes y competir con el ferrocarril. Como resultado, se produjo un aumento en el tráfico, pero los ingresos se redujeron significativamente.
Para hacer frente a los mayores volúmenes de tráfico, las esclusas de Stoke Bruerne se duplicaron en 1835 y se construyeron nuevos embalses más grandes en Tring para paliar una grave escasez de agua. En 1848, el Grand Junction entró en el comercio del transporte, enfrentando sus barcos directamente al servicio ferroviario. A partir de 1864 se adquirieron botes de vapor estrechos con popa redondeada, capaces de penetrar hasta el Canal de Erewash. La actividad de transporte en el canal se abandonó en 1876 porque ya no era rentable.
Poco antes, en 1871, los túneles de Braunston y Blisworth se habían convertido en cuellos de botella, y para agilizar el tráfico, se dispusieron remolcadores de vapor con el fin de arrastrar las filas las barcazas que se acumulaban antes de atravesarlos.
Con el apoyo de los transportistas principales, Fellows Morton & Clayton, el Grand Junction compró el Canal Grand Union antiguo y el Canal Unión de Leicestershire y Northamptonshire en 1894, y cooperó con otras compañías de dominios navegables para fomentar el tráfico de mercancías hacia Londres, dado que al Grand Junction le preocupaba que el tráfico directo dejase de ser atractivo debido a las malas condiciones y los elevados peajes del Canal de Cromford y del Canal de Nottingham, y por la competencia de las empresas ferroviarias.
En 1900 se abrió un plano inclinado en las esclusas de Foxton, como parte de un plan para permitir que las barcazas anchas utilizaran el Canal Grand Union y así atraer más tráfico a la línea principal del Grand Junction desde las Midlands del Este. También se planeó la ampliación de las esclusas en Watford, pero no se llevó a cabo. Se consideró la construcción de otros planos inclinados como parte de un plan para ampliar los canales con el fin de que pudieran navegar barcazas de 80 toneladas, pero no se construyeron más.
Con un tráfico cada vez mayor por ferrocarril, la única arma significativa del canal fueron los bajos peajes. Si bien esto ralentizó la caída de los volúmenes transportados, lo hizo solo mediante grandes reducciones de los ingresos, y se consideró la posibilidad de fusionarse con otros canales.
Comenzaron a surgir preocupaciones sobre el estado de conservación del canal a través de Warwick hasta Birmingham, del que dependía la ruta directa del Grand Junction. En 1925 se iniciaron conversaciones con los tres canales de Warwick y el Canal Regent, y en 1926 se acordó una fusión. El Canal Regent compró el Canal Grand Junction y los tres canales de Warwick, y desde el 1 de enero de 1929 pasaron a formar parte del (nuevo) Grand Union Canal.